# Corey Gaines
Corey Yasuto Gaines (Los Ángeles, California, 1 de junio de 1965) es un exjugador y exentrenador de baloncesto estadounidense que disputó cinco temporadas en la NBA, transcurriendo el resto de su carrera en ligas menores de su país, y en equipos de cinco países diferentes de Europa y Canadá. Con 1,91 metros de estatura, jugaba en la posición de escolta.

## Trayectoria deportiva

### Universidad
Tras haber participado en 1983 en el prestigioso McDonald's All-American Game, jugó durante tres temporadas con los UCLA de la Universidad de California en Los Ángeles, en las que promedió 4,3 puntos, 1,2 rebotes y 2,0 asistencias por partido. Fue posteriormente transferido a los Lions de la Universidad Loyola Marymount, donde jugó su temporada sénior, promediando 17,4 puntos y 8,7 asistencias por partido, lo que le valió para ser incluido en el mejor quinteto de la West Coast Conference, liderando la conferencia en pases de canasta.

### Profesional
Fue elegido en la sexagésimo quinta posición del Draft de la NBA de 1988 por Seattle SuperSonics, quienes lo descartaron antes del comienzo de la temporada. Jugó entonces en los Quad City Thunder de la CBA hasta que en el mes de febrero formó por 10 días con los New Jersey Nets, renovando hasta el final de la temporada. Disputó 32 partidos como suplente de Mike McGee, en los que promedió 2,1 puntos y 2,1 asistencias.
Probó con Denver Nuggets antes del comienzo de la temporada 1989-90, pero fue descartado, volviendo a las ligas menores. En enero de 1990 recibe la llamada de los Philadelphia 76ers, con los que firma dos contratos consecutivos de 10 días de duración, disputando 9 partidos en los que promedió 1,1 puntos y 2,9 asistencias.
Al año siguiente volvió a probar con los Nuggets, pero en esta ocasión sí que lo contrataron como agente libre. Disputó 10 partidos, dos de ellos como titular, donde promedió unos espectaculares 8,3 puntos y 9,1 asistencias en poco más de 20 minutos de juego por encuentro, siendo despedido a pesar de ello.
Regresó a las ligas menores, hasta que en diciembre de 1993 fue contratado por los New York Knicks, disputando 18 partidos en los que apenas tuvo presencia en la pista. De ahí marchó a la liga italiana para jugar con el Scavolini Pesaro, donde en su única temporada promedió 17,1 puntos y 2,2 asistencias por partido.
Con la temporada 1994-95 de la NBA a punto de finalizar, fue nuevamente contratado por los Sixers, disputando 11 partidos, 8 de ellos como titular, en los que promedió 5,0 puntos y 3,0 rebotes por encuentro.
Al año siguiente fichó por el Galatasaray de la liga turca, y en 1996 por el Scaligera Basket Verona de la liga italiana, donde jugó una temporada en la que promedió 18,3 puntos y 2,2 asistencias por partido.
Jugó posteriormente v arias temporadas en la liga israelí, además de hacerlo en Japón, acabando su carrera en los Long Beach Jam de la ABA, donde fue asistente del entrenador además de jugador.

### Entrenador
Tras ejercer un año como entrenador de los Long Beach Jam, en 2005 fue contratado para ser asistente de Paul Westhead en las Phoenix Mercury de la WNBA, la liga profesional femenina estadounidense, al que reemplazó como entrenador principal en 2007. Dirigió al equipo durante 6 temporadas, en las que consiguió 90 victorias y 101 derrotas, logrando el campeonato en 2009, derrotando en las finales a las Indiana Fever, con un equipo que contaba como grandes estrellas con Diana Taurasi y Cappie Pondexter.

## Estadísticas de su carrera en la NBA

### Temporada regular
| Temporada | Edad | Equipo             | Liga | Pos. | P  | TIT | MIN  | TC  | TCA | %TC  | 3P  | 3PA | %3P  | 2P  | 2PA | %2P  | TL  | TLA | %TL  | R.OF. | R.DEF. | REB | ASIS | ROB | TAP | PER | FP  | PTS |
| 1988-89   | 23   | New Jersey Nets    | NBA  | SG   | 32 | 0   | 10.5 | 0.8 | 2.0 | .422 | 0.0 | 0.2 | .200 | 0.8 | 1.8 | .441 | 0.4 | 0.5 | .750 | 0.1   | 0.5    | 0.6 | 2.1  | 0.5 | 0.0 | 0.6 | 0.8 | 2.1 |
| 1989-90   | 24   | Philadelphia 76ers | NBA  | SG   | 9  | 0   | 9.0  | 0.4 | 1.3 | .333 | 0.1 | 0.2 | .500 | 0.3 | 1.1 | .300 | 0.1 | 0.4 | .250 | 0.1   | 0.4    | 0.6 | 2.9  | 0.4 | 0.0 | 1.1 | 1.2 | 1.1 |
| 1990-91   | 25   | Denver Nuggets     | NBA  | SG   | 10 | 2   | 22.6 | 2.8 | 7.0 | .400 | 0.5 | 2.1 | .238 | 2.3 | 4.9 | .469 | 2.2 | 2.6 | .846 | 0.4   | 1.0    | 1.4 | 9.1  | 1.0 | 0.2 | 2.3 | 2.5 | 8.3 |
| 1993-94   | 28   | New York Knicks    | NBA  | SG   | 18 | 0   | 4.3  | 0.5 | 1.1 | .450 | 0.1 | 0.3 | .400 | 0.4 | 0.8 | .467 | 0.7 | 0.8 | .867 | 0.2   | 0.6    | 0.7 | 1.7  | 0.1 | 0.0 | 0.3 | 0.7 | 1.8 |
| 1994-95   | 29   | Philadelphia 76ers | NBA  | SG   | 11 | 8   | 25.5 | 2.2 | 4.6 | .471 | 0.2 | 1.4 | .133 | 2.0 | 3.3 | .611 | 0.5 | 1.0 | .455 | 0.1   | 1.5    | 1.6 | 3.0  | 0.7 | 0.1 | 1.3 | 2.1 | 5.0 |
| Total     |      |                    | NBA  |      | 80 | 10  | 12.5 | 1.2 | 2.7 | .424 | 0.1 | 0.6 | .229 | 1.0 | 2.1 | .479 | 0.7 | 0.9 | .736 | 0.2   | 0.7    | 0.9 | 3.1  | 0.5 | 0.1 | 0.9 | 1.2 | 3.1 |

### Playoffs
| Temporada | Edad | Equipo          | Liga | Pos. | P | TIT | MIN | TC  | TCA | %TC  | 3P  | 3PA | %3P  | 2P  | 2PA | %2P  | TL  | TLA | %TL | R.OF. | R.DEF. | REB | ASIS | ROB | TAP | PER | FP  | PTS |
| 1993-94   | 28   | New York Knicks | NBA  | SG   | 4 | 0   | 7.0 | 0.0 | 1.0 | .000 | 0.0 | 0.3 | .000 | 0.0 | 0.8 | .000 | 0.0 | 0.0 |     | 0.0   | 0.5    | 0.5 | 0.5  | 0.0 | 0.0 | 0.0 | 1.0 | 0.0 |
| Total     |      |                 | NBA  |      | 4 | 0   | 7.0 | 0.0 | 1.0 | .000 | 0.0 | 0.3 | .000 | 0.0 | 0.8 | .000 | 0.0 | 0.0 |     | 0.0   | 0.5    | 0.5 | 0.5  | 0.0 | 0.0 | 0.0 | 1.0 | 0.0 |